# Lampa (distrito de Lampa)
Lampa é um distrito do departamento de Puno, localizada na província de Lampa, Peru.

## Transporte
O distrito de Lampa é servido pela seguinte rodovia:
- PU-123, que liga a cidade de Nicasio ao distrito de Cabanilla
- PU-124, que liga a cidade de Juliaca ao distrito de Llalli
- PE-3S, que liga o distrito de La Oroya à Ponte Desaguadero (Fronteira Bolívia-Peru) - e a rodovia boliviana Ruta 1 - no distrito de Desaguadero (Região de Puno)[1][2][3]